# Julia Martín
Julia Aguilar Martín (Málaga, 2 de octubre de 1987), conocida artísticamente como Julia Martín, es una cantante, compositora y productora española.

## Trayectoria
Se licenció en Interpretación Musical por la Escuela Superior de Arte Dramático de Málaga, completando parte de sus estudios en Rennes, Francia. Tras finalizar su formación, se trasladó a Londres, Reino Unido, donde residió durante dos años. En la capital británica trabajó en un estudio de grabación y conoció a Des Marks, quien le introdujo en la música jamaicana y la escena underground londinense. Fue en esta ciudad donde inició su carrera como compositora y creó algunos de los temas que posteriormente formarían parte de su primer álbum.
A su regreso a Málaga, España, desarrolló un interés especial por el live looping, técnica que se ha convertido en su sello distintivo. Tras publicar y presentar su trabajo S.U.P.E.R.R.E.A.L, se consolidó en la escena musical local, participando en destacados eventos y festivales como el Festival Terral, el Brisa Festival, el Porton del Jazz y el ciclo Noches del Castillo de Gibralfaro.
En 2021, fue miembro del jurado de los Premios del Ateneo-UMA y, ese mismo año, colaboró como productora musical para la poeta Ángelo Néstore.
En 2022, recibió una nominación en la categoría de Mejor Cantante en los premios de la revista Enlace Funk.
En 2023, participó como concursante en Cover Night, un programa de Shine Iberia emitido por RTVE.Ese mismo año, ganó el concurso de la segunda edición del Fulanita Fest, lo que le permitió actuar en el Orgullo de Madrid (2024) y ser confirmada como telonera oficial del Fulanita Fest 2024.Además, el 14 de junio de 2023 presentó en el Museo Ruso de Málaga su sencillo LOW, primer adelanto de su segundo álbum.

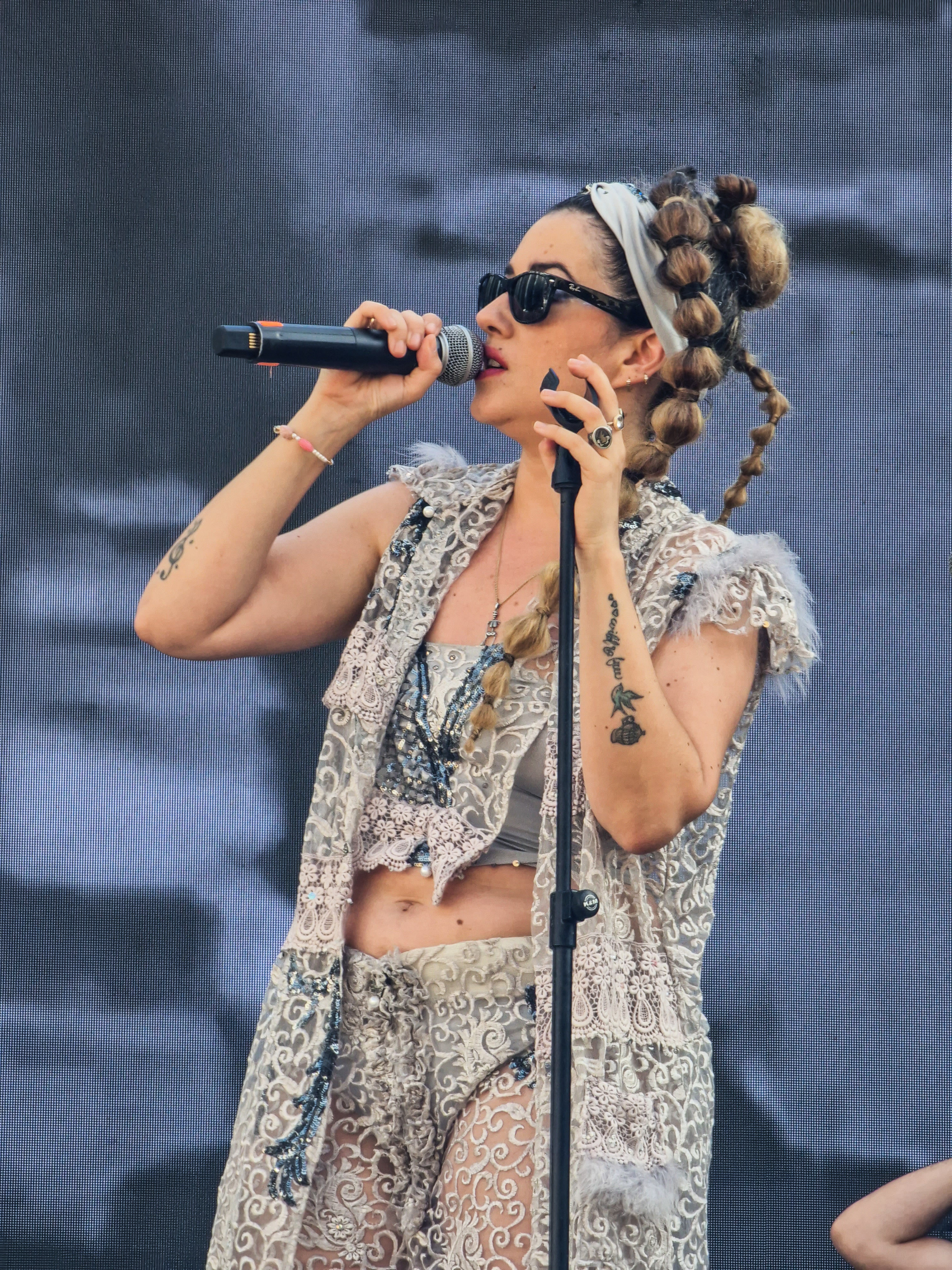
Julia Martín en el Festival Brisa en la Plaza de Toros de la Malagueta en 2023

En 2024, abrió el Fulanita Fest, festival que contó con artistas destacados como Samuraï, Amaral y Ladilla Rusa. También colaboró como artista invitada en el concierto de despedida de Danza Invisible, celebrado en Torremolinos el 8 de junio de 2024.En diciembre publicó el single ME KISISTE, segundo adelanto del segundo disco que saldrá a la luz en abril del año siguiente.
En 2025, compuso la letra, produjo y musicalizó la campaña publicitaria de la aplicación ANDALUZAA, desarrollada por la Junta de Andalucía.En marzo publica el single LO QUE NO HAGO JAMÁS, tercer avance de su segundo disco.
El 11 de abril de 2025 se publicó su segundo album YULAI BOMBAY.

## Discografía
- S.U.P.E.R.R.E.A.L. (2018) - LP, con colaboraciones de Elphomega, Gordo Master, Des Marks
- La Buena Suerte (2021) - EP, edición especial para el libro La Buena Suerte de Rosa Montero[28]
- LOW (2023) - Sencillo
- ME KISISTE (2024) - Sencillo
- LO QUE NO HAGO JAMÁS (2025) - Sencillo
- YULAI BOMBAY (2025) - LP, con colaboraciones de SpokSponha, Elphomega, Alba LaMerced, Sergio Gómez, Des Marks, RJayMusiq

## Colaboraciones
- Guerrita "Good Vibes" (Loto y Papiro, 2017)
- Capaz MC "Fuerte en estereo" (20 Golpes, 2018)
- Capaz MC "Juega y gana" (20 Golpes, 2018)
- Rayka "Una de las nuestras" (Presenta una de las nuestras, 2018)
- Rayka "Noespatanto" (Presenta una de las nuestras, 2018)
- Elphomega "Bocarriba" (The Freelance, 2019)
- Da Silva "Oye Flaca" (Malandra, 2019)
- Daniel Lozano "The Clouds Are Gone Away" (Insight, 2020)
- Elphomega "Flash" (Truly Yours, 2020)
- Rayka "Blind Me" (Cazador de Sueños, 2021)
- Wasabi Cru "I Trust You're Ready" (Green Shapes, 2022)
- Elphomega "CRUMMY MUSIC" (The F2eelance, 2023)
- Sergio Gómez "Moves" (On My Mind, 2024)

## Producciones
- Ángelo Néstore "Poeta Cíborg Pecador" (EP, 2021)[29]
- Junta de Andalucía "ANDALUZAA" (letra, música y producción para la campaña publicitaria de la app, 2025)[30]